# Myiagra azureocapilla
Myiagra azureocapilla là một loài chim trong họ Monarchidae.